# Tegal Besar (Belitang II)
Tegal Besar is een bestuurslaag in het regentschap Ogan Komering Ulu van de provincie Zuid-Sumatra, Indonesië. Tegal Besar telt 1295 inwoners (volkstelling 2010).